# Remolino de vapor

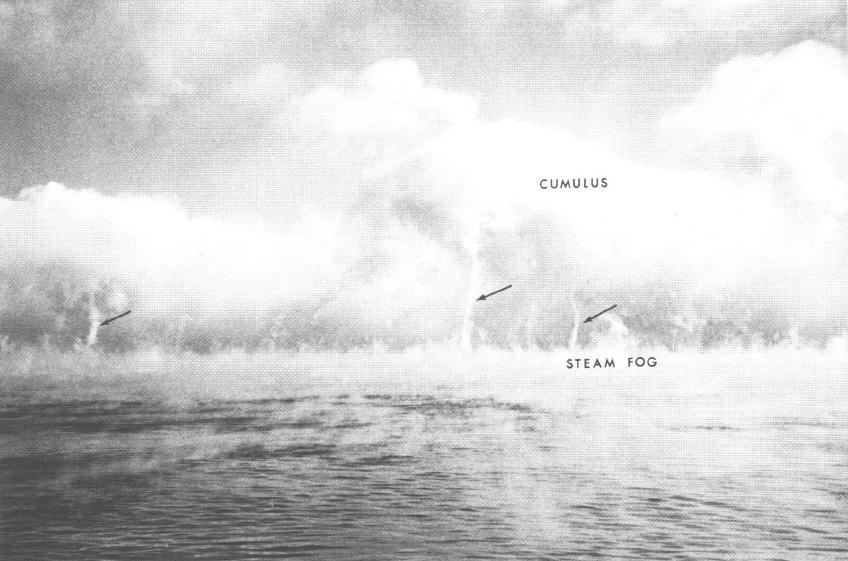
Remolino de vapor en el lago Michigan el 31 de enero de 1971, del artículo que nombró y reportó por primera vez el fenómeno.

Un remolino de vapor es un pequeño y débil remolino sobre el agua (o a veces tierra húmeda) que ha atraído niebla hacia el vórtice, lo que la hace visible. Se forman sobre grandes lagos y océanos durante las irrupciones de aire frío mientras el agua todavía está relativamente caliente, y pueden ser un mecanismo importante en el transporte vertical de humedad. Son un componente del humo marino.
Incluso en climas cálidos, pueden formarse pequeños remolinos de vapor sobre las cuencas de los géiseres debido a las altísimas temperaturas del agua. Aunque las observaciones de remolinos de vapor son generalmente bastante raras, las fuentes termales del Parque de Yellowstone los producen a diario.
Los remolinos de vapor se han reportado y estudiado solo desde la década de 1970. Son más débiles que las trombas marinas y se diferencian de ellas. Estas últimas son más parecidas a tornados débiles sobre el agua.

## Nombramiento
Los remolinos de vapor fueron reportados por primera vez por Lyons y Pease en 1972, en relación con sus observaciones del lago Michigan en enero de 1971. Este mes fue particularmente frío para Wisconsin (uno de los más fríos del siglo XX), lo que, combinado con que el lago Michigan se mantuvo prácticamente libre de hielo, produjo buenas condiciones para la formación de remolinos de vapor. Lyons y Pease nombraron a los remolinos de vapor en comparación con los remolinos de polvo en tierra, a los que tienen un tamaño y una estructura comparables. También estaban motivados por la necesidad de distinguir los remolinos de vapor de las trombas marinas mucho más poderosas, cuyo equivalente terrestre es el tornado. Lyons y Pease escribieron su artículo con el objetivo de persuadir a la Administración Nacional Oceánica y Atmosférica para que incluyera los remolinos de vapor en el Año de Campo Internacional para los Grandes Lagos, que se realizaría inminentemente en 1972.

## Apariencia
Los remolinos de vapor son vórtices que suelen tener entre 50 y 200 metros de diámetro, son esencialmente verticales y pueden alcanzar hasta 500 metros de altura. Su forma general es similar a la de una pequeña manga marina, pero no deben considerarse relacionados. Los remolinos de vapor giran con una dirección de movimiento ciclónico, pero no muy rápido ni con mucha fuerza, normalmente sólo unas pocas rotaciones por minuto, y a veces aparentemente ninguna. Suele haber una parte interior bien definida de la columna de vapor giratoria y una parte exterior más irregular de la que suelen desprenderse grumos de vapor. Pueden formarse remolinos de vapor más pequeños sobre lagos pequeños, especialmente en el agua caliente de las fuentes termales de las cuencas de los géiseres. En estos casos, las dimensiones típicas son de un metro aproximadamente de diámetro, pero pueden variar de menos de 0,1 a 2 metros, y una altura de 2 a 30 metros con una rotación algo más rápida de unas 60 rpm. El núcleo central del remolino de vapor puede estar limpio, en el mismo sentido que el centro de un remolino de polvo está limpio de polvo. El núcleo tiene alrededor del 10% del ancho de la columna giratoria. El cielo sobre los remolinos de vapor puede estar despejado o puede haber nubes cúmulus presentes. En algunos casos, los remolinos de vapor pueden ascender directamente hacia el cúmulus; en estos casos, el cúmulus puede ser causado por los remolinos de vapor. Los remolinos de vapor son un fenómeno raro y de corta duración, que normalmente no sobreviven más de tres o cuatro minutos, y los más pequeños que se forman sobre aguas termales se disipan en cuestión de segundos. Los remolinos de vapor a veces se confunden con las trombas marinas, ya que pueden ocurrir sobre el agua.
Los remolinos de vapor pueden desprenderse de su base y ser arrastrados río abajo por el viento. En cuerpos de agua pequeños, como fuentes termales, esto puede significar que el remolino de vapor termine sobre tierra, lejos del agua. Estos remolinos de vapor continúan girando incluso después de haberse desprendido de la fuente de calor, pero pronto se disiparán.
Los remolinos de vapor muy pequeños pueden tener una columna poco definida y ningún núcleo interior claro identificable. Estos vórtices se denominan más apropiadamente remolinos de vapor por analogía con los remolinos de polvo de la Tierra.

## Formación
Una condición previa para la formación de los remolinos de vapor es la presencia de una capa de aire húmedo sobre el agua, con el aire brumoso (llamado niebla de vapor ártico) siendo arrastrado hacia arriba en forma de corrientes de niebla (columnas de niebla de vapor que no giran). Para que esto suceda, la masa de agua debe estar descongelada y, por lo tanto, relativamente caliente, y debe haber algún viento de aire frío y seco para formar la niebla. El aire frío se calienta con el agua y se humedece por evaporación. El aire calentado comienza a ascender y, a medida que lo hace, se enfría adiabáticamente por la caída de presión, lo que hace que el contenido de vapor de agua se condense en corrientes de niebla.
Para que se formen los remolinos de vapor, el aire sobre la masa de agua debe estar muy frío y debe soplar un viento bastante fuerte (más de 40 km/h) de aire seco sobre la superficie del agua. La diferencia de temperatura entre el agua y el aire debe ser bastante marcada; los remolinos de vapor de la figura 1 se formaron con una temperatura del aire de -21 °C (-6 °F) y una temperatura del agua de 0,5 °C (33 °F), es decir, una diferencia de 22 °C (39 °F). En estas condiciones, el aire se eleva con tanta energía que el flujo de aire se vuelve inestable y comienzan a formarse vórtices. Las corrientes de niebla que son arrastradas hacia los vórtices hacen que estos sean visibles y se convierten en remolinos de vapor.
La niebla de vapor tiende a formar celdas hexagonales irregulares en el plano horizontal que se alargan en la dirección del viento. En esta disposición en forma de panal, tres celdas se encuentran en una unión, y es en estos lugares donde se forman los remolinos de vapor. Este efecto de formación de vórtices en los vértices de las celdas hexagonales es un ejemplo de vórtices de vértice.
La capa de cúmulos que se observa sobre los remolinos de vapor durante las oleadas de aire frío en el lago Michigan y en otros lugares puede no ser una coincidencia. Los estudios de radar aerotransportado durante las oleadas de aire frío en el lago han demostrado que algunos remolinos de vapor penetran a través de la capa límite interna térmica (debajo de la cual tiene lugar la circulación convectiva) y pueden ser más importantes para la mezcla térmica que la convección normal, transportando aire húmedo verticalmente por encima del límite de convección. La vista a gran escala resultante es una capa de niebla de vapor ártica cerca de la superficie del agua, una capa de cúmulos justo por encima del límite de convección y una disposición regular de remolinos de vapor que une las dos.

## Ocurrencias
Los remolinos de vapor se observan en los grandes lagos a principios del invierno. Los remolinos de vapor pueden formarse en lagos pequeños e incluso sobre aguas termales, pero con menos frecuencia que en grandes masas de agua. También es posible que se formen sobre tierra húmeda si el aire es frío y el sol calienta el suelo. En algunas de las fuentes termales más grandes del parque de Yellowstone se forman pequeños remolinos de vapor donde una capa de niebla de vapor se cierne sobre las pozas y el viento puede empezar a levantarla formando corrientes de niebla. Un ejemplo de ello es el Gran Manantial Prismático en la Cuenca del Géiser Midway de Yellowstone. La temperatura del aire puede ser alta en términos de confort humano cuando se forman los remolinos de vapor. En 1982 se observó un grupo de diecisiete remolinos de vapor cuando la temperatura del aire estaba entre 17 y 21 °C. Aunque esta es mucho más alta que, por ejemplo, la temperatura del aire sobre los grandes lagos, la temperatura del agua también es proporcionalmente más alta, estando muy cerca de la ebullición, por lo que la diferencia de temperatura sigue siendo de 79 °C.
Otro lugar muy conocido en Yellowstone, el géiser Old Faithful, produce remolinos de vapor horizontales. En total, Yellowstone probablemente tenga la mayor frecuencia de remolinos de vapor accesibles en cualquier lugar. Se producen varios remolinos de vapor cada hora en los lugares más productivos. Holle informó por primera vez sobre remolinos de vapor sobre cuencas de géiseres en 1977.